# Oda di Meißen
Oda di Meißen, chiamata anche Ode, antico alto tedesco per Uta o Ute, (996 circa – 31 ottobre o 13 novembre dopo il 1018) fu una contessa della nobile stirpe sassone degli Eccardingi. Il 3 febbraio 1018 sposò il duca della stirpe Piast Boleslao I, che in seguito divenne re di Polonia.
Gli Eccardingi erano tra i principi più influenti dell'impero sotto Ottone III. Dopo la morte dell'imperatore e l'ascesa al trono di Enrico II, tentarono di mantenere la loro posizione di margravi di Meißen cercando di stringere legami più stretti con il vicino regno di Boleslao, il loro più potente amico e alleato. Dopo lo scoppio del conflitto tra Enrico e Boleslao a partire dal 1002, parteciparono con riluttanza alle campagne contro il sovrano polacco. Quando la pace di Bautzen pose fine al conflitto nel 1018, il matrimonio di Oda con Boleslao servì a consolidare l'accordo.
Fino al XIX secolo, Oda era considerata dagli storici polacchi come la prima regina della Polonia.

## Biografia

### Origini e stirpe
L'anno e il luogo di nascita di Oda sono sconosciuti. Essendo la figlia più giovane del matrimonio del margravio Eccardo I di Meißen e Schwanhilde, una figlia di Ermanno Billung, Oda proveniva da una delle stirpi più illustri e influenti della Sassonia. Grazie a questa reputazione, suo padre Eccardo I fu uno dei candidati alla elezione reale del 1002 contro il successivo re Enrico II. Suo fratello maggiore Ermanno successe a suo padre come margravio di Meißen nel 1009 e fu a sua volta succeduto nel 1038 dall'altro fratello di Oda, Eccardo II. Gli altri due fratelli ricoprirono alte cariche ecclesiastiche: Gunther dal 1024 fu arcivescovo di Salisburgo ed Eilward dal 1016 fu vescovo di Meißen. Oda aveva due sorelle, Liutgarda e Matilde.
La stirpe mantenne stretti legami con la dinastia polacca dei Piast. Lo zio di Oda, Gunzelino, era imparentato con Boleslao I per matrimonio. Dopo che il fratello di Oda, Ermanno, aveva sposato Regelinda, una figlia di Boleslao, nel 1002, Oda sposò Boleslao nel 1018 e divenne così la "suocera" del fratello.
Il matrimonio di Oda con Boleslao I diede frutto probabilmente ad una figlia di nome Matilde.

### Matrimonio con Boleslao
Il 3 febbraio 1018 o pochi giorni dopo, sposò il duca polacco Boleslao I. Dalla morte della sua terza moglie Emnilda nel 1017, aveva iniziato il corteggiamento della molto più giovane Oda, e il fratello maggiore di questa, Ermanno, essendo il capofamiglia, diede il consenso al matrimonio. Accompagnato da Ermanno e dal figlio di Boleslao, Ottone, Oda si recò al castello di Cziczani, residenza dei Piast nella Bassa Lusazia. Ella arrivò al castello di notte, venendo accolta da Boleslao I e da una grande folla con un mare di luci. Il matrimonio che seguì consistette probabilmente in un semplice rito secolare, con al massimo un contributo ecclesiastico subordinato, in quanto la Chiesa in questo periodo aveva iniziando da poco a interessarsi all'istituto del matrimonio.

#### Destino personale
Con la sua cronaca scritta tra il 1012 e il 1018, Tietmaro di Merseburgo fornisce l'unico resoconto contemporaneo delle celebrazioni. Secondo l'interpretazione usuale, egli critica il modo in cui avvenne l'unione e dipinge un quadro cupo del futuro di Oda, in quanto da quel momento in poi avrebbe dovuto vivere una vita indegna per una nobile dama, poiché il matrimonio era stato contratto contro le regole ecclesiastiche e senza il consenso della Chiesa, essendo stato celebrato durante la Quaresima. Le osservazioni successive di Tietmaro sembrano confermare la sua previsione: in relazione alla vittoria sul principe di Kiev Yaroslav I, il vescovo di Merseburgo chiama Boleslao "vecchio fornicatore" (antiquus fornicator) in quanto fece della sorella di Jaroslav, Predizlawa, la sua concubina, senza riguardo a sua moglie e contro ogni diritto. Che si possano effettivamente trarre conclusioni da questo sul matrimonio con Oda è dubbio: secondo lo storico polacco Andrzej Pleszczyński, il comportamento di Boleslao non può essere misurato con gli standard morali di oggi, in quanto in tal modo aveva così soddisfatto le aspettative arcaiche di un sovrano vittorioso, che a quel tempo erano ancora molto più radicate nel suo dominio rispetto ai valori cristiani.
Secondo le interpretazioni storiografiche più vecchie della cronaca di Tietmaro, la critica di quest'ultimo è diretta anche contro Oda: la frase sine matronali consuetudine dovrebbe essere tradotta come "senza verginità". Oda aveva condotto uno stile di vita permissivo fino al matrimonio e non come sarebbe stato degno di un patto matrimoniale così prestigioso. Robert Holtzmann negli MGH commenta l'affermazione di Tietmaro, che ha inteso allo stesso modo, come "amara ironia".

#### Dimensione politica
Oltre al suo significato per il destino personale di Oda, il matrimonio con Boleslao I aveva una dimensione politica: essa faceva parte della pace di Bautzen, con la quale Boleslao I e l'imperatore Enrico II misero fine alle loro controversie decennali sulla posizione gerarchica del sovrano polacco, ma anche sulle rivendicazioni territoriali sulla marca di Lusazia, sulla terra dei Milceni e sul l'adiacente marca di Meißen. Nelle campagne di Enrico contro Boleslao, la stirpe di Oda, essendo membri di un "gruppo di alleanza favorevole ai polacchi", parteciparono alle azioni belliche con tiepidezza accanto alla potente stirpe dei Billunghi. Il matrimonio rinnovò la tradizionale amicizia tra i Piast e gli Eccardingi, dopo che la figlia di Boleslao I, Regelinda, sposata con il fratello di Oda, Ermanno, era già morta nel 1016. Inoltre, il prestigioso matrimonio di Boleslao con una donna d'alto rango come Oda fece sì che si ripristinasse il suo onore e fu quindi l'espressione della sua vittoria: infatti la pace di Bautzen confermò il dominio di Boleslao sulla Lusazia e sulla terra dei Milceni, su cui aveva diritto tanto quanto gli Eccardingi sulla base del suo terzo matrimonio con Emnilda, una figlia del principe lusaziano Dobromir. Infine, non ci sono pervenuti fonti riguardo ad attacchi di Boleslao I alla vicina marca di Meißen, dove il fratello di Oda, Ermanno, aveva la carica di margravio.

### Vita successiva
Non si sa nulla della figura di Oda dopo ciò. Considerazioni secondo cui ella ritornò alla sede ancestrale degli Eccardingi a Naumburg insieme a sua figlia Matilde nel tumulto che seguì la morte di Boleslao I il 17 giugno 1025 non possono essere sostanziate da fonti scritte contemporanee. Anche l'anno della sua morte non ci è pervenuto. Nel necrologio della chiesa di San Michele di Lüneburg le voci per una Ode com, e per una contessa Oda (Ode comitessa), sono registrate sotto il 31 ottobre e il 13 novembre. Gerd Althoff è giunto alla conclusione che una delle due voci è dedicata alla memoria di Oda, poiché nella necrologia sono presenti anche Boleslao I e molti membri della stirpe degli Eccardingi.

## Ricezione

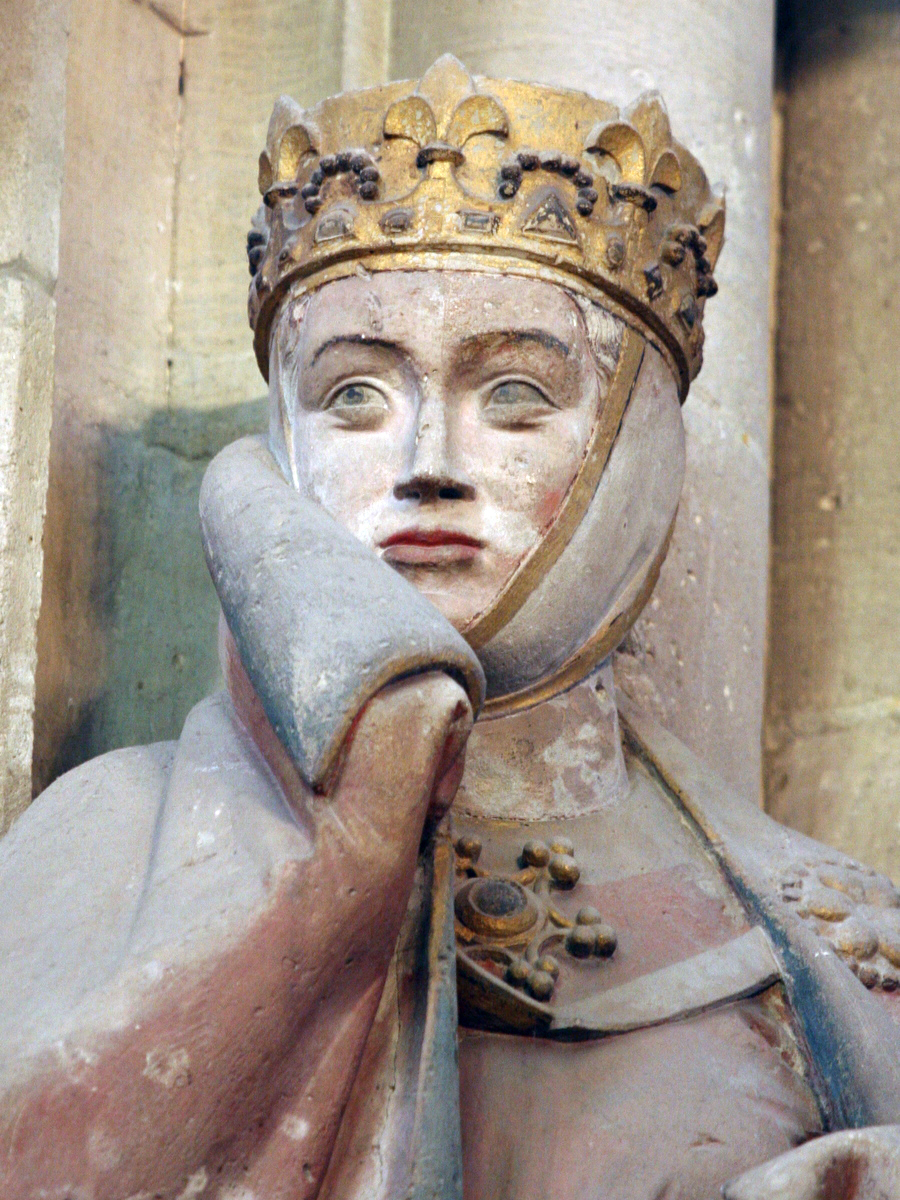
Statua di Uta di Naumburg in pietra arenaria, maestro di Naumburg, 1250 circa, cattedrale di Naumburg, Naumburg (Saale).

Nel mondo germanofono, Oda non ha ricevuto molta attenzione. I resoconti storici la menzionano nel migliore dei casi come figura marginale in connessione alla pace di Bautzen, come moglie di Boleslao I o come membro della nobile stirpe degli Eccardingi. Fa eccezione una riflessione dello storico Ferdinand Wachter della prima metà del XIX secolo, secondo cui la figura del fondatore Uta di Naumburg non rappresenta la moglie di Eccardo II, Uta di Ballenstedt, ma sua sorella Oda di Meißen. In particolare, la corona della figura in pietra arenaria, che era incisa solo con il nome "Uta", aveva recentemente indotto lo storico dell'arte Michael Imhof a dubitare dell'identificazione della figura del donatore come Uta di Ballenstedt, sebbene sospetti sia da identificare con la cognata di Oda, Regelinda. Secondo Kerstin Merkel, la persona raffigurata doveva essere percepita dai contemporanei come una donna senza Dio, perché indossava il mantello come un uomo.
Gli storici polacchi consideravano Oda la prima regina della Polonia fino al XIX secolo. La ragione di questa ipotesi era una nota dello storiografo polacco Jan Długosz nella sua cronaca del XV secolo Annales seu Chronicae incliti Regni Poloniae ("Annali o cronache del glorioso regno di Polonia"). In esso riporta, in linea con gli annali sassoni contemporanei, che Boleslao I si fece incoronare re nel 1025 dopo la morte del suo avversario Enrico II. In quell'occasione, Długosz indica che una regina senza nome fu incoronata insieme a Boleslao I, e le generazioni successive identificarono questa regina con Oda. Attualmente, però, la supposizione che vuole identificare la regina senza nome con Oda è considerata altrettanto infondata quanto la nota di fondo di Jan Długosz. L'esame degli studiosi delle opere di Jan Długosz ha dimostrato che spesso aggiungeva alle fonti che usava eventi che credeva dovessero essere accaduti.